# Remote Control Dandy
Remote Control Dandy (リモートコントロールダンディ?, Rimōto Kontorōru Dandi) è un videogioco d'azione sviluppato e pubblicato da Human Entertainment per la console PlayStation nel 1999 esclusivamente in Giappone.
Il 14 aprile 2005 uscì il sequel intitolato Remote Control Dandy SF per PlayStation 2, distribuito esclusivamente in Giappone..

## Trama
Un giorno fanno la loro apparizione alcuni misteriosi robot giganti che cominciano a scatenare il caos in città. Il protagonista è un bambino, figlio di ricca famiglia in Europa, al quale gli viene assegnato un robot chiamato Vordan, che dovrà controllare mediante il controllo remoto per abbattere i nemici e salvare il mondo dalla minaccia distruttiva.

## Modalità di gioco
Il giocatore dovrà controllare il bambino protagonista in una visuale in prima persona e nei suoi panni bisognerà guidare a distanza il proprio robot Vordan contro quelli nemici che tenteranno in ogni modo di distruggere la città. L'obiettivo principale consiste nel sconfiggere le proprie nemesi, cercando di evitare di distruggere gli edifici, in tal caso bisognerà risarcire i danni causati con il proprio denaro. Altra caratteristica presente nella modalità giocatore singolo è quella simile ad un simulatore di appuntamenti come quello della serie Tokimeki Memorial. La modalità multigiocatore prevede invece la possibilità di far lottare diversi robot in vari paesaggi, come ad esempio città, porti e molti altri.

## Accoglienza
Al momento dell'uscita, i quattro recensori della rivista Famitsū hanno dato un punteggio di 30/40.